# Олешин
Олешин (укр. Олешин) — село в Хмельницком районе Хмельницкой области Украины.
Территория села находится на Подольской возвышенности. Протяженность села с севера на юг составляет 3 км, а с запада на восток — 2 км. С южной стороны села протекает река Южный Буг. На севере граничит с селом Иванковцы. С востока растет смешанный лес. С западной стороны простираются поля. Через село протекает река Зеленая, впадающая в Южный Буг. Площадь населенного пункта 380 Га. В селе проживают 2 409 человек. Первое упоминание о населённом пункте в 1494 году.

## Легенда возникновения названия
По одной из легенд историю села начали несколько молодых семей — выходцев из Прикарпатья. В конце 14 века небольшая группа мужчин с больными женщинами на лошадях отправились на восток в поисках уютного места как от климатических неурядиц и от постоянно нападающих врагов.
Долго ехали всадники на восток, придерживаясь берега реки Бог. Они были рослые, до 2-х метров, имели большие ступни ног и кисти рук (об этом свидетельствовали утерянные позднее выкопаны скелеты первых поселенцев). На одной из остановок для отдыха, всадники внимательно рассмотрели местность: река Бог с чистой и прозрачной водой, очень богата рыбой, широкий до 2 км берег зарос камышом и ивняком.
Здесь гнездится разная птица и мелкие звери. К северу, за холмами, протянулся лес. А дальше на восток за 3—4 км видно внизу село — на правой стороне в Бога (в настоящем — Хмельницкий). Здесь решили путешественники остановиться для построения жилищ. На холмах, на север от берега реки начали строить жилища из глины и тростника. И до сих пор эта часть села называется «гора» (гора).